# Rubin Okotie
Rubin Okotie (Karachi, Pakistan, 6 de juny de 1987) és un futbolista profesional pakistanès nacionalitzat austríac que ha jugat al TSV 1860 Múnic d'Alemanya.

## Curiositats
El seu pare és nigerià i la seva mare austríaca, i sorprenentment va néixer a Pakistan. Fins als quatre anys, quan es va traslladar a Àustria, va viure a Barcelona.

## Selecció nacional
Ha estat internacional amb la Selecció de futbol d'Àustria, ha jugat 11 partits internacionals i marcant 2 gols.

### Participacions en la Copa del Món
| Mundial                               | Seu    | Resultat  |
| ------------------------------------- | ------ | --------- |
| Copa Mundial de Futbol Sub-20 de 2007 | Canadà | Semifinal |

## Clubs
| Club                                               | País      | Any       |
| -------------------------------------------------- | --------- | --------- |
| FK Àustria Viena                                   | Àustria   | 2005-2010 |
| F.C. Núremberg                                     | Alemanya  | 2010-2011 |
| Sint-Truidense (cedit pel F.C. Nuremberg)          | Bèlgica   | 2011      |
| F.C. Núremberg                                     | Alemanya  | 2011      |
| SK Sturm Graz                                      | Àustria   | 2011      |
| F.C. Núremberg                                     | Alemanya  | 2011-2012 |
| SK Sturm Graz                                      | Àustria   | 2012-2013 |
| FK Àustria Viena                                   | Àustria   | 2013      |
| Sønderjysk Elitesport (cedit pel FK Àustria Viena) | Dinamarca | 2014      |
| TSV 1860 Múnic                                     | Alemanya  | 2014-     |